# Tramuntanasaure
El tramuntanasaure (Tramuntanasaurus tiai Matamales-Andreu, Mujal, Galobart et Fortuny, 2023) és una espècie de rèptil captorrínid moradisaurí del Permià inferior o mitjà de Banyalbufar (Mallorca, Illes Balears) descrita el 2023. Les restes foren descobertes l'any 2019 per investigadors del Museu Balear de Ciències Naturals i de l'Institut Català de Paleontologia Miquel Crusafont. La publicació es va fer el 22 de juny de 2023 a la revista Papers in Palaeontology. Quan es va publicar, l'holòtip de l'espècie era l'esquelet de moradisaurí més complet conegut al planeta.

## Característiques
El tramuntanasaure era un captorrínid de mida mitjana, d'uns 50 cm de longitud de cap a coa, amb el crani d'una forma característicament triangular. Com els altres moradisaurins, estava especialitzat per a l'herbivoria de plantes amb alt contingut de fibra. La mandíbula superior i la inferior comptaven amb cinc fileres de dents; juntament amb un moviment propalinal de la mandíbula inferior, aquests animals podien rosegar i esqueixar la matèria vegetal de la qual s'alimentaven. Els trets que el diferencien de tots els altres moradisaurins coneguts es concentren a la dentició de la mandíbula inferior: manca de caniniforme, manca de diastema i orientació rostral dels incisius.

## Icnologia
La comparació dels autopodis de l'holòtip de Tramuntanasaurus tiai amb els diferents morfòtips de potades que apareixen en nivells propers ha permès d'atribuir-li una icnospècie concreta. Del Permià de Mallorca s'han documentat dues formes d'Hyloidichnus bifurcatus, una de mida grossa i una de petita, atribuïdes a captorrinomorfs. Aquesta icnospècie es caracteritza per potades semiplantígrades i pentadàctiles, amb uns dígits acabats en una característica forma de "T". El carrerany es disposa de manera alternant, amb un angle de pas no gaire elevat, les impressions de les mans rotades cap a la línia mitjana i les dels peus aproximadament paral·leles a aquesta. Els Hyloidichnus bifurcatus de mida petita de Mallorca coincideixen tant en mida, com en proporcions i forma, amb el peu de l'holòtip de Tramuntanasaurus tiai. S'han documentant carreranys on els productors caminaven i d'altres on corrien. Quan l'animal es movia més aviat, prenia una posició més dreta, amb les cames manco eixancades i més a prop del tronc, disminuint el moviment d'ondulació lateral de l'espinada. També s'han trobat traces del rastre de la coa.

## Paleoecologia i edat
Els fòssils de tramuntanasaure s'han trobat a unes roques interpretades com els dipòsits d'un abeurador natural situat a la planera d'inundació d'un riu meandriforme. Concretament, aquests nivells pertanyen a la Formació Port des Canonge del Permià de Mallorca, inicialment datada com a Permià inferior (Artinskià-Kungurià). Això no obstant, a l'estudi on es va descriure aquesta espècie es va proposar que l'edat d'aquestes roques podria arribar a la base del Permià mitjà (Roadià).